# Списак виших судова Републике Србије
Виших судова у Србији има 25:
- Виши суд у Београду, за подручје Првог, Другог и Трећег основног суда у Београду, Основног суда у Лазаревцу, Основног суда у Младеновцу и Основног суда у Обреновцу
- Виши суд у Ваљеву, за подручје Основног суда у Ваљеву, Основног суда у Мионици и Основног суда у Убу
- Виши суд у Врању, за подручје Основног суда у Бујановцу, Основног суда у Врању и Основног суда у Сурдулици
- Виши суд у Зајечару, за подручје Основног суда у Бору, Основног суда у Зајечару и Основног суда у Књажевцу
- Виши суд у Зрењанину, за подручје Основног суда у Бечеју, Основног суда у Зрењанину и Основног суда у Кикинди
- Виши суд у Јагодини, за подручје Основног суда у Деспотовцу, Основног суда у Јагодини и Основног суда у Параћину
- Виши суд у Крагујевцу, за подручје Основног суда у Аранђеловцу и Основног суда у Крагујевцу
- Виши суд у Краљеву, за подручје Основног суда у Краљеву и Основног суда у Рашкој
- Виши суд у Крушевцу, за подручје Основног суда у Брусу, Основног суда у Крушевцу и Основног суда у Трстенику
- Виши суд у Лесковцу, за подручје Основног суда у Лебану и Основног суда у Лесковцу
- Виши суд у Неготину, за подручје Основног суда у Мајданпеку и Основног суда у Неготину
- Виши суд у Нишу, за подручје Основног суда у Алексинцу и Основног суда у Нишу
- Виши суд у Новом Пазару, за подручје Основног суда у Новом Пазару и Основног суда у Сјеници
- Виши суд у Новом Саду, за подручје Основног суда у Бачкој Паланци и Основног суда у Новом Саду
- Виши суд у Панчеву, за подручје Основног суда у Вршцу и Основног суда у Панчеву
- Виши суд у Пироту, за подручје Основног суда у Димитровграду и Основног суда у Пироту
- Виши суд у Пожаревцу, за подручје Основног суда у Великом Градишту, Основног суда у Петровцу на Млави и Основног суда у Пожаревцу
- Виши суд у Прокупљу, за подручје Основног суда у Куршумлији и Основног суда у Прокупљу
- Виши суд у Смедереву, за подручје Основног суда у Великој Плани и Основног суда у Смедереву
- Виши суд у Сомбору, за подручје Основног суда у Врбасу и Основног суда у Сомбору
- Виши суд у Сремској Митровици, за подручје Основног суда у Руми, Основног суда у Сремској Митровици, Основног суда у Старој Пазови и Основног суда у Шиду
- Виши суд у Суботици, за подручје Основног суда у Сенти и Основног суда у Суботици
- Виши суд у Ужицу, за подручје Oсновног суда у Пожеги, Основног суда у Прибоју, Основног суда у Пријепољу и Основног суда у Ужицу
- Виши суд у Чачку, за подручје Основног суда у Горњем Милановцу, Основног суда у Ивањици и Основног суда у Чачку
- Виши суд у Шапцу, за подручје Основног суда у Лозници и Основног суда у Шапцу